# 椎間板
椎間板（ついかんばん）、または椎間円板（ついかんえんばん）は、椎骨と呼ばれる脊柱を構成している一つ一つの骨の間に存在する円形の線維軟骨。ゼラチン状の髄核とコラーゲンを含む線維輪から成っており、椎骨にかかる衝撃を吸収する。また、椎骨の微妙な動きを可能にする軟骨関節を形成し、靭帯とともに脊椎を保持する役割を持つ。

## 構造
椎間板は、内側にある髄核と、それを囲む線維輪から成る。この線維輪は、層状に重なる構造になっており、強力な環状の繊維が均等に圧力を分散する。椎間板は日々の身体活動の衝撃を吸収し、ショックアブソーバーとしての役割を果たす。線維軟骨の部分はドーナツ状に存在しており、中心の髄核はゼリー状である。椎間板が何らかの圧力によって前方または背面に移動し本来の位置から逸脱すると、椎間板の近くに位置する神経に圧力をかける可能性がある。これが、坐骨神経痛や椎間板ヘルニアとなる。

## 椎間板の数
脊椎には、各頚椎の間に6つ、胸椎の間に12、腰椎の間に5、あわせて23の椎間板がある。

## 椎間板に関連する医療
人は加齢により、髄核から水分が減り、ショックの吸収能力を徐々に失う。線維軟骨もまた、年齢とともに弱くなる。これにより、慢性的な痛みを引き起こす可能性がある。

## その他の画像

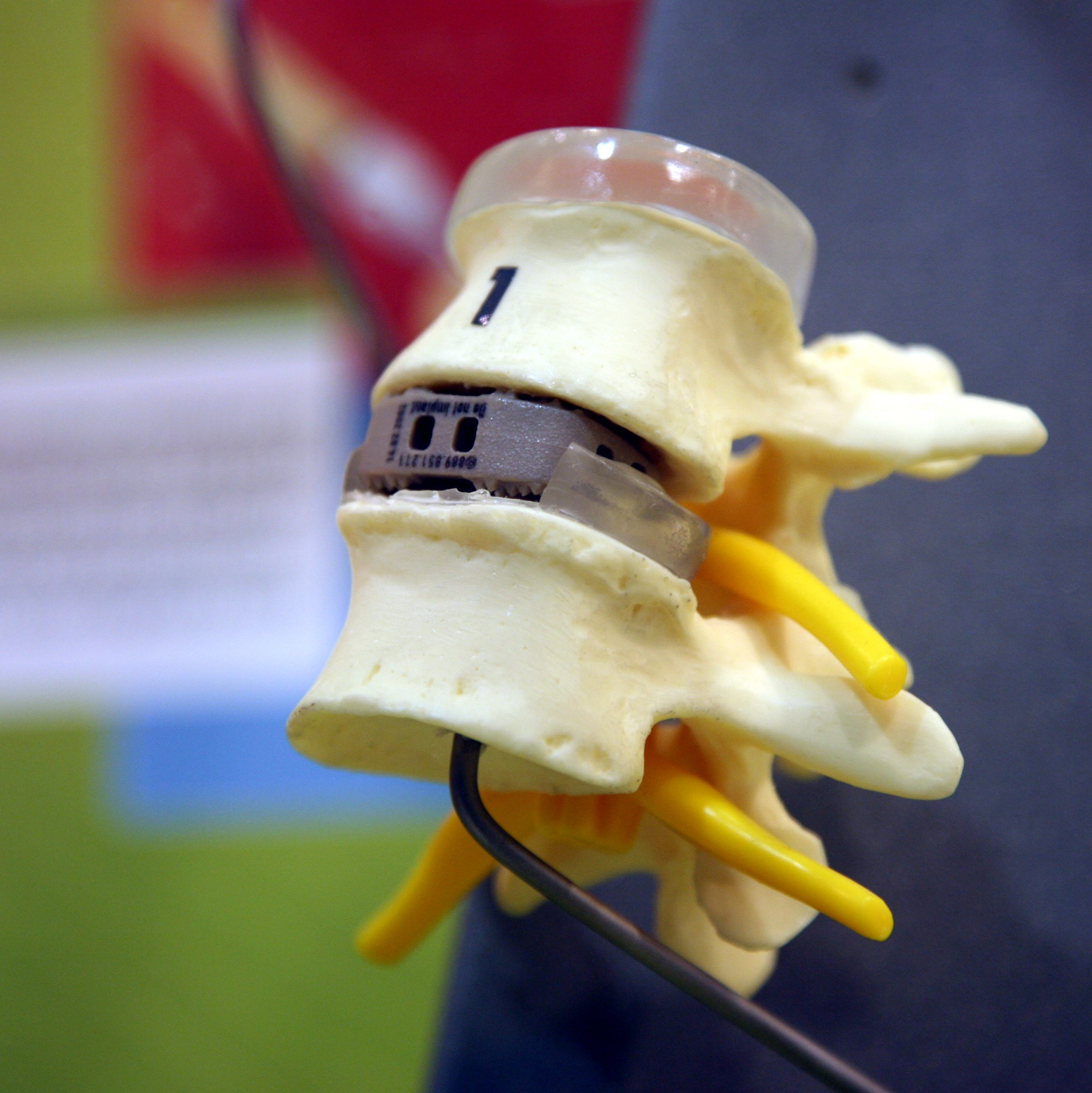
人工椎間板
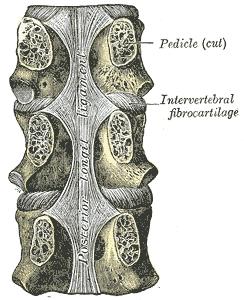
胸部の後縦靱帯
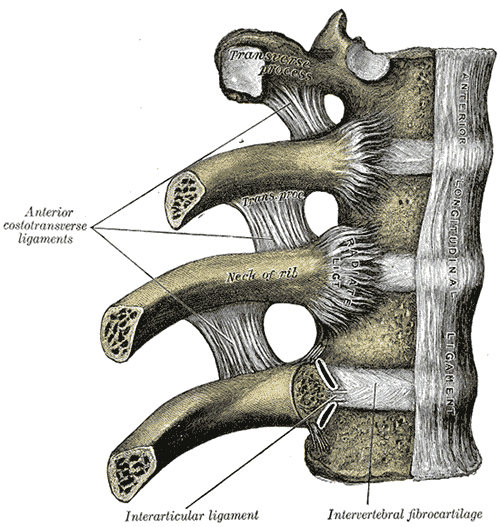
肋骨部分の脊柱の関節